# Anti todo
Anti todo es el título del segundo álbum de estudio del grupo punk vasco Eskorbuto, el cual fue grabado en 1985 en los Estudios Tsunami (San Sebastián), con la totalidad de sus temas grabados en 26 horas. Se editó en febrero de 1986 por la compañía discográfica Discos Suicidas.
El disco es considerado como una obra maestra, no solo en la carrera de Eskorbuto, sino como un hito en la historia del punk español. Además es considerado por muchos seguidores del grupo como uno de sus mejores trabajos, las letras, como declaró el propio Iosu, expresan decadencia, nihilismo y pesimismo en la sociedad:
En «Anti Todo« demostramos que no tenemos ningún bando, sólo el nuestro. Creemos que las ideas están caducas y no sirven para nada [...] En «Anti Todo» nos hemos alejado de la política.
Después de la edición del disco, Iosu declaró que ese año, Eskorbuto tenían planeado editar dos discos más, lo que les valió la incredulidad de los medios de comunicación. Pero ellos terminaron saliéndose con la suya. Además de Anti Todo, editaron Ya no quedan más cojones, Eskorbuto a las elecciones en casete y un disco en directo: Impuesto Revolucionario.

## Lista de canciones
Todas las canciones fueron escritas por Jesús María Expósito López, Juan Manuel Suárez Fernández y Francisco Galán.https://www.discogs.com/es/artist/2203518-Francisco-Gal%C3%A1n
1. "Historia triste" – 3:06
2. "De ti depende" – 2:35
3. "Es un crimen" – 2:32
4. "Mata la música disco" – 3:39
5. "Anti todo" – 1:44
6. "Haciendo bobadas" – 0:55
7. "Cuidado" – 4:07
8. "Tamara" – 5:43
9. "Cerebros destruidos" – 2:31
10. "Ha llegado el momento (el fin)" – 5:32

## Músicos
- Iosu Espósito – Voz y guitarra eléctrica.
- Juanma Suárez – Voz y bajo eléctrico.
- Pako Galán – Batería Francisco Galán